# Щеголеева, Халида Хосяиновна
Халида Хосяиновна Щеголеева (7 марта 1933, СССР) — советская конькобежка, чемпионка мира в многоборье, 3-кратная рекордсменка мира, серебряный призёр чемпионата СССР в многоборье. Заслуженный мастер спорта СССР (1953)

## Биография
Халида Щеголеева родилась в небольшой татарской деревне, и в раннем детстве вместе с родителями переехала в Москву. Ей нелегко давалась учеба, она понимала русский язык, но запоминать объяснения учителя, хорошо писать изложения было очень тяжело. И она училась у писателей, у народа русскому языку. Стала ходить в театры, и особенно часто бывала она в Третьяковской галерее. Халида стала ходить на каток во дворе, который залили сами ребята и прикрутив к валенкам коньки «спорт», бегала круг за кругом, пытаясь догнать мальчишек. Потом приходила домой и внимательно изучала по фотографиям посадку опытных спортсменок в беге на коньках, и, выйдя на лёд, старалась подражать им.
Она не только прекрасно бегала на коньках, но и писала стихи, увлекалась рисованием. Больше всего Халида любила рисовать спортсменов, и хотела в будущем поступить в Художественное училище. После окончания семи классов школы Халида поступила на работу в фармацевтический институт и стала продолжать учёбу в школе рабочей молодёжи. В фармацевтическом институте, в возрасте 14 лет, Халида и начала по-настоящему заниматься спортом, после того, как с подругами пришла на каток, когда там проходили занятия конькобежной секции. Её заметил тренер общества "Медик" Михаил Петрович Соколов, у которого она и начала тренироваться. Позже стала выступать за общество "Динамо" под руководством Константина Кудрявцева, который и открыл её талант.
12 февраля 1951 года 17-летняя начинающая спортсменка первой выбежала из 2:30,00 секунд на дистанции 1500 метров. Результат 2:29,50 москвичка показала на высокогорном катке Медео. В сезоне 1951/1952 годов она уже выступала в соревнованиях. В начале сезона 1952/53 молодая спортсменка заняла 2-е общее место на соревнованиях пяти городов и получила звание Мастер спорта СССР. В январе 1953 года Халида финишировала второй на чемпионате СССР в многоборье, а уже через неделю 30 января на том же льду катка Медео, на открытом чемпионате Казахской ССР установила рекорд мира на дистанции 1500 метров — 2.25,50 сек.
В феврале 19-летняя спортсменка дебютировала на чемпионате мира в Лиллехаммере и неожиданно для всех стала чемпионкой мира, оставив позади себя сильнейших спортсменок и подруг по команде Римму Жукову и Лидию Селихову. 19 и 20 января 1954 года на Медео Халида установила сразу три мировых достижения на соревнованиях на приз Совета министров Казахской ССР, улучшив время рекордов на дистанции 1000 и 3000 метров. Она также добилась рекордной суммы очков по четырём дистанциям в сумме многоборья - 203,323 очка. В 20-х числах февраля на своём втором чемпионате мира в Эстерсунде она выиграла малую бронзовую медаль в забеге на 3000 метров, но в сумме многоборья заняла 5-е место. В марте на чемпионате СССР заняла 6-е место в абсолютном зачёте.
Для Халиды Щеголеевой всё складывалось удачно и карьера могла быть блестящей, но судьба распорядилась по-своему. В начале 60-х австрийский профессор Людвиг Прокоп написал статью "Хромосомы спортивных амазонок", о людях с генетическими отклонениями, с первичными и вторичными признаками обоих полов. Во многом благодаря именно этой публикации в большом спорте был введён гендерный тест, призванный закрыть дорогу туда представителям "третьего пола". И Халида также попала под этот запрет. Однако после того, как она стала мамой общественное мнение изменилось.